# K.u.k. Ordonnanzgewehr Modell 1886
Das k.u.k. Ordonnanzgewehr Modell 1886, auch bekannt als Modell Mannlicher 1886 oder Repetiergewehr Modell 1886, war ein österreichisches Repetiergewehr aus dem späten 19. Jahrhundert, das 1886 eingeführt wurde. Es verwendete einen geraden Zugverschluss mit Keilverschluss auf Basis des Systems Mannlicher.

## Geschichte

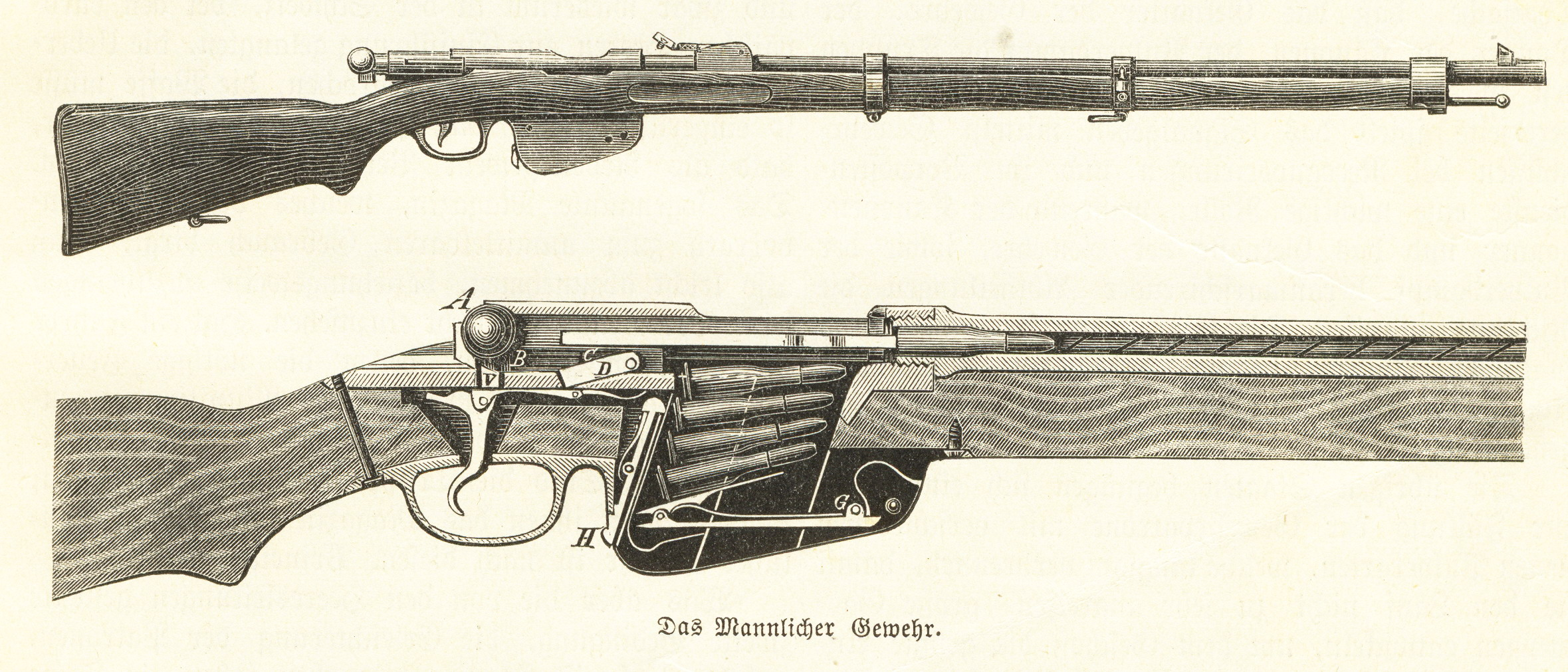
Konstruktionszeichnung

Das M1886 selbst war eine Weiterentwicklung des Mannlicher Model 1885 Trials Rifle, einem Prototyp, der das inzwischen veraltete M1867 Werndl-Holub-Einzelladergewehr mit Trommelverschluss ersetzen sollte. Es war das erste österreichisch-ungarische Dienstgewehr, bei dem das Magazin beim Einführen der letzten Patrone in das Patronenlager aus dem Boden des Magazins herausfiel.

## Umbauten
Zwischen 1888 und 1892 wurden 95 % der M 1886-Gewehre unter der Bezeichnung M 1886-88 auf 8×52 mm R Mannlicher umgerüstet. Gewehre im Originalkaliber (11 mm) mit österreichischen Abnahmezeichen sind daher selten.

## Nutzung
Durch die Einführung des Lebel Modell 1886 mit seiner neuen rauchfreien Patrone wurde das Gewehr schnell überflüssig. Daher wurde es im österreichischen Dienst schnell durch seinen Nachfolger M 1886-88 ersetzt. Das Gewehr wurde jedoch anderenorts weiter verwendet und gelangte während des Spanischen Bürgerkriegs in die Hände republikanischer Truppen in Spanien sowie in die Hände von Mitgliedern des britischen Bataillons in Madrigueras, wo es zur Ausbildung eingesetzt wurde, bevor es dort später durch modernere Gewehre wie das Mosin-Nagant ersetzt wurde.

## Vermutungen zur Konstruktion und Entwicklung
Einer unbestätigten Theorie zufolge könnte Ferdinand Mannlicher in seinem Gewehr einige Konstruktionsdetails von Orville M. Robinsons Gewehr mit geradem Zugmagazin und schwenkbarem Keilverschluss übernehmen. 1876 besuchte Mannlicher die Centennial Exposition, um das Design von Schusswaffen zu studieren. Auch recherchierte er Pläne und Modelle im Patentamt in Philadelphia. Möglicherweise stieß er dort auf Orvill Robinsons Konstruktion, die in den USA, aber nicht in Europa, patentiert wurde. Diese Vermutungen sind jedoch nicht belegt.

## Nutzerstaaten
Chile, China, Honduras, Kolumbien, Österreich-Ungarn, Spanien und Venezuela